# نمودار گذر سیگنال
نمودار گذر سیگنال (به انگلیسی: Signal-flow graph یا SFG) نوع خاصی از نمودار بلوکی و گراف جهت‌دار است که شامل گره و شاخه می‌شود. هر گره حکم یک متغیر و هر شاخه حکم یک بهره را دارد. به وسیله SFG می‌توان ارتباط خطی میان متغیرهای یک سامانه را نشان داد.

## مثالی ساده از یک تقویت‌کننده

نمودار SFG یک تقویت‌کننده ساده

سیگنال V۱ با بهره a۱۲ به شکل زیر نشان داده می‌شود:
{\displaystyle V_{2}=a_{12}V_{1}\,.}
ارتباط بین V۲ و V۱ در شکل قابل ملاحظه‌است.